# Michel Engels
Pour les articles homonymes, voir Engels.
 (juin 2024).
La mise en forme du texte ne suit pas les recommandations de Wikipédia : il faut le « wikifier ».
Les points d'amélioration suivants sont les cas les plus fréquents :
- Les titres sont pré-formatés par le logiciel. Ils ne sont ni en capitales, ni en gras.
- Le texte ne doit pas être écrit en capitales (les noms de famille non plus), ni en gras, ni en italique, ni en « petit »…
- Le gras n'est utilisé que pour surligner le titre de l'article dans l'introduction, une seule fois.
- L'italique est rarement utilisé : mots en langue étrangère, titres d'œuvres, noms de bateaux, etc.
- Les citations ne sont pas en italique mais en corps de texte normal. Elles sont entourées par des guillemets français : « et ».
- Les listes à puces sont à éviter, des paragraphes rédigés étant largement préférés. Les tableaux sont à réserver à la présentation de données structurées (résultats, etc.).
- Les appels de note de bas de page (petits chiffres en exposant, introduits par l'outil «  Source ») sont à placer entre la fin de phrase et le point final[comme ça].
- Les liens internes (vers d'autres articles de Wikipédia) sont à choisir avec parcimonie. Créez des liens vers des articles approfondissant le sujet. Les termes génériques sans rapport avec le sujet sont à éviter, ainsi que les répétitions de liens vers un même terme.
- Les liens externes sont à placer uniquement dans une section « Liens externes », à la fin de l'article. Ces liens sont à choisir avec parcimonie suivant les règles définies. Si un lien sert de source à l'article, son insertion dans le texte est à faire par les notes de bas de page.
- La présentation des références doit suivre les conventions bibliographiques. Il est recommandé d'utiliser les modèles {{Ouvrage}}, {{Chapitre}}, {{Article}}, {{Lien web}} et/ou {{Bibliographie}}. Le mode d'édition visuel peut mettre en forme automatiquement les références.
- Insérer une infobox (cadre d'informations à droite) n'est pas obligatoire pour parachever la mise en page.

Pour une aide détaillée, merci de consulter Aide:Wikification.
Si vous pensez que ces points ont été résolus, vous pouvez retirer ce bandeau et améliorer la mise en forme d'un autre article.
Michel Engels, né à Rollingergrund le 8 juillet 1851 et décédé dans cette même ville le 2 novembre 1901, est un dessinateur et artiste peintre luxembourgeois, .

## Biographie
Michel Engels est un fils du jardinier Michel Engels sr (1812-1887) et d'Elisabetha Rockenbrod (1811-1875)[3]. Il fait ses études à l'Athénée royal grand-ducal de la ville de Luxembourg (1864-1871), où il est l'élève de Jean-Baptiste Fresez. Une bourse d'État lui permet de poursuivre ses études à l'Académie des beaux-arts de Munich (1873-1874). De retour au Luxembourg, il devient professeur de dessin à l'École normale, en 1878 à l'Athénée royal grand-ducal. Il compte parmi ses élèves Jean-Pierre Koenig, Dominique Lang, Eugène Mousset, Joseph-Germain Strock et Jean-Baptiste Wercollier. Engels a épousé Marie Eugénie Sylvie Koltz (décédée en 1887) en 1880 et Susanna Greiveldinger en 1888. De ce second mariage est né Victor Engels, futur architecte, en 1892.
Engels s'est surtout fait connaître par ses dessins méticuleux au crayon et à la plume, représentant souvent des scènes historiques et religieuses chrétiennes. Il a également réalisé des illustrations de livres, un certain nombre de peintures et publié plusieurs volumes. En 1893, il est membre fondateur du Cercle artistique de Luxembourg (CAL) avec Pierre Blanc, Frantz Heldenstein, Jean-Pierre Huberty, Eugène Kurth et André Thyes, entre autres. Deux ans plus tard, il est nommé Chevalier de l'Ordre de Mérite civil et militaire d’Adolphe de Nassau. En 1899, il succède à Frantz Heldenstein à la présidence du CAL.
Michel Engels meurt à l'âge de 50 ans, il est enterré au cimetière Notre-Dame de Luxembourg.

## Œuvres
- 1884 illustrations d'histoires et de poèmes dans le journal pour jeunes Komm mit mir!
- 1885 aquarelles représentant les principales vues et monuments de l'ancienne forteresse fédérale de Luxembourg, commandées par le gouvernement.
- 1887 conception de timbres-poste luxembourgeois

Publications
- 1887 Bilder aus der ehemaligen Bundesfestung.
- 1889 20 esquisses du Luxembourg. Éditions J. Heintze.
- 1893 Die feierliche Schluss-Prozession der Muttergottes-Octave zu Luxemburg.
- 1893 Die Darstellung der Gestalten Gottes des Vaters, der getreuen und der gefallenen Engel in der Malerei: eine kunsthistorische Studie Édition L. Bück.
- 1901 Le Luxembourg pittoresque - Das romantische Luxemburger Land. Édition Mathias Huss.
- Stadt und Festung Luxemburg ehemals und heute.

## Galerie

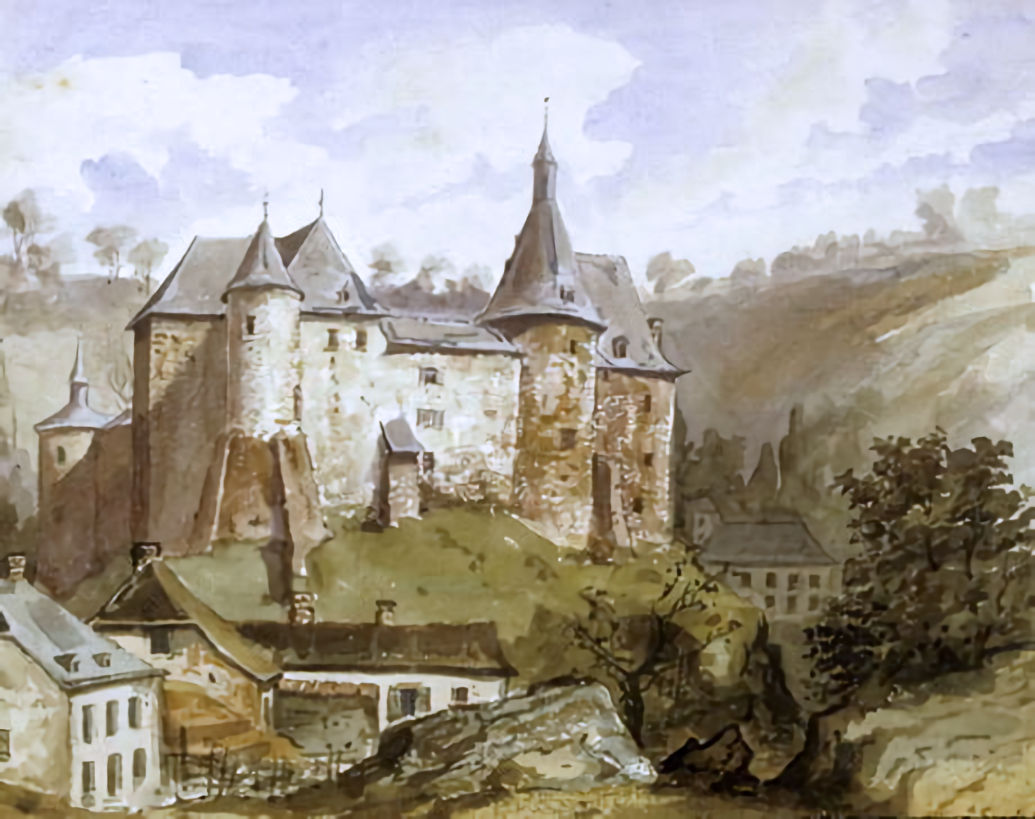
Clervaux (1886)
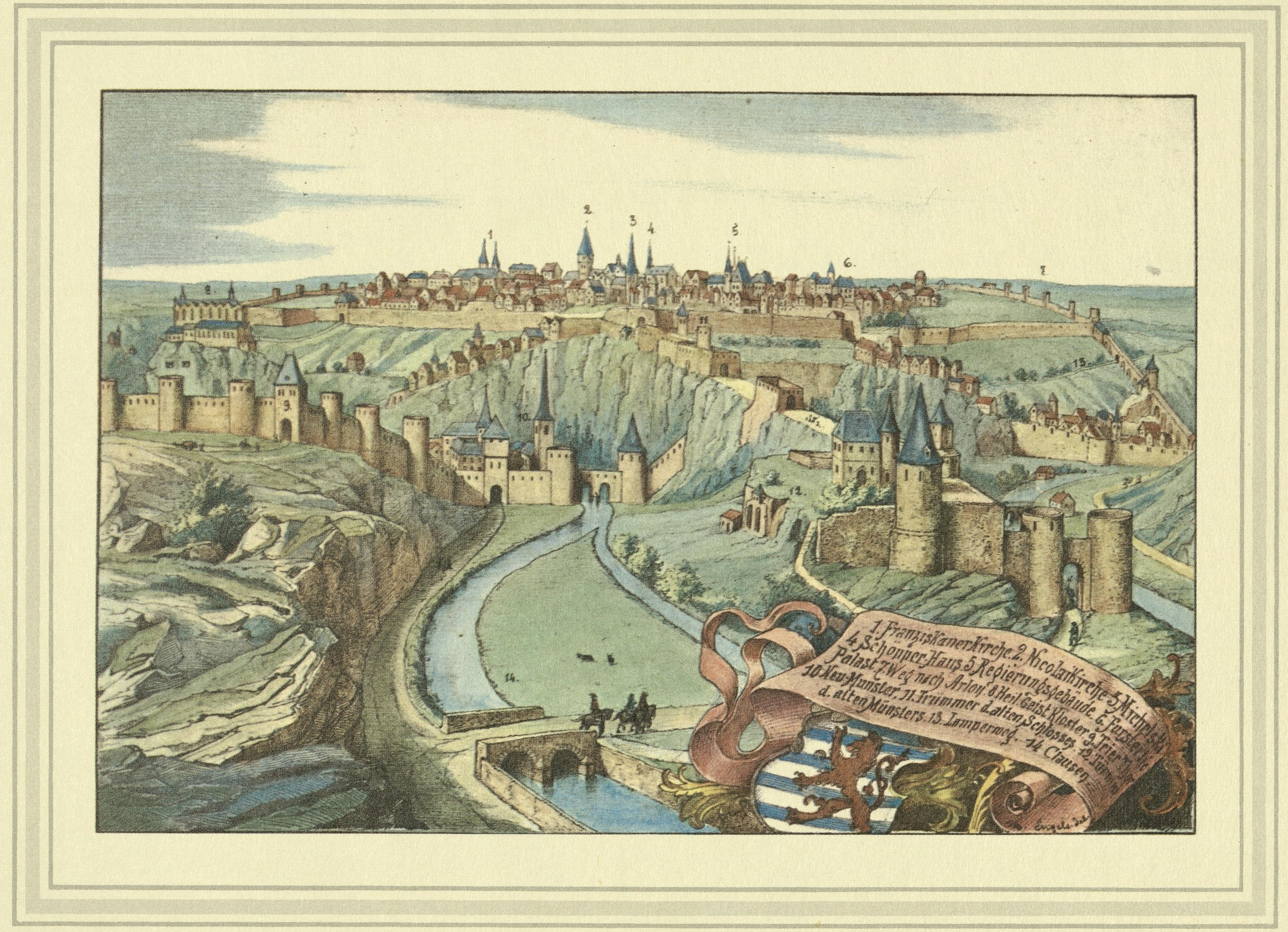
Luxembourg au XVIe siècle (1887)
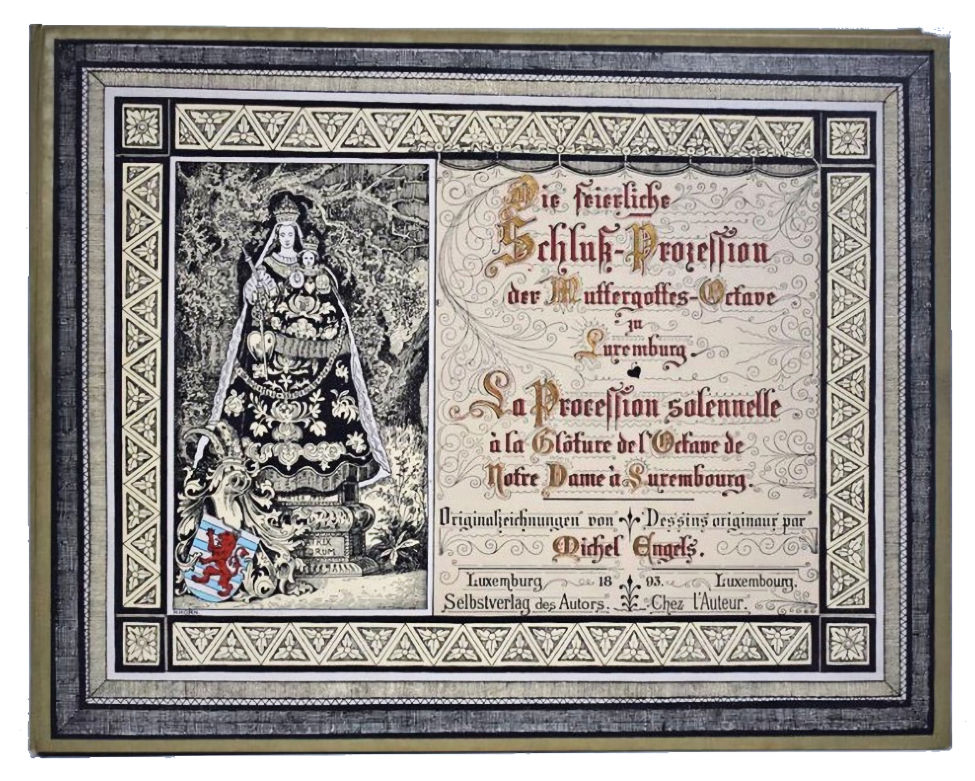
Die feierliche Schluss-Prozession der Muttergottes-Octave zu Luxemburg (1893)